# Gorgouin
Gorgouin est une commune rurale située dans le département de Bogandé de la province de la Gnagna dans la région de l'Est au Burkina Faso.

## Santé et éducation
Le centre de soins le plus proche de Gorgouin est le centre médical et chirurgical de Bogandé.